# Marc Cornelis Willem du Tour van Bellinchave

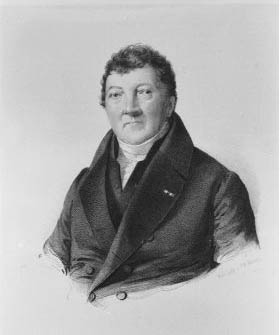

Marc Cornelis Willem baron du Tour van Bellinchave (Weerselo, 9 februari 1764 - Leeuwarden, 3 april 1850) was een Nederlands politicus. Hij was de grootvader van Marc Willem du Tour van Bellinchave.
Du Tour was kapitein, raad van het commissariaat-generaal, departement Friesland (1814), lid Provinciale Staten van Friesland (1814-1826), lid Gedeputeerde Staten van Friesland (1814-1836), lid Provinciale Staten van Friesland (1826-1836), lid Eerste Kamer der Staten-Generaal (1836-1848).